# Aeródromo de Alfés
El Aeródromo de Alfés es un campo de aviación ubicado en el término municipal de Alfés (Lérida), a 8 km al sur de la ciudad catalana de Lérida.
Se usa principalmente para la aviación deportiva y privada, así como para emergencias de bomberos.
A principios de los años 2000 se estudió su transformación en aeropuerto comercial, pero para proteger el tomillar y las especies que en él habitan se procedió finalmente con el Aeropuerto de Lérida-Alguaire (Lérida, España).

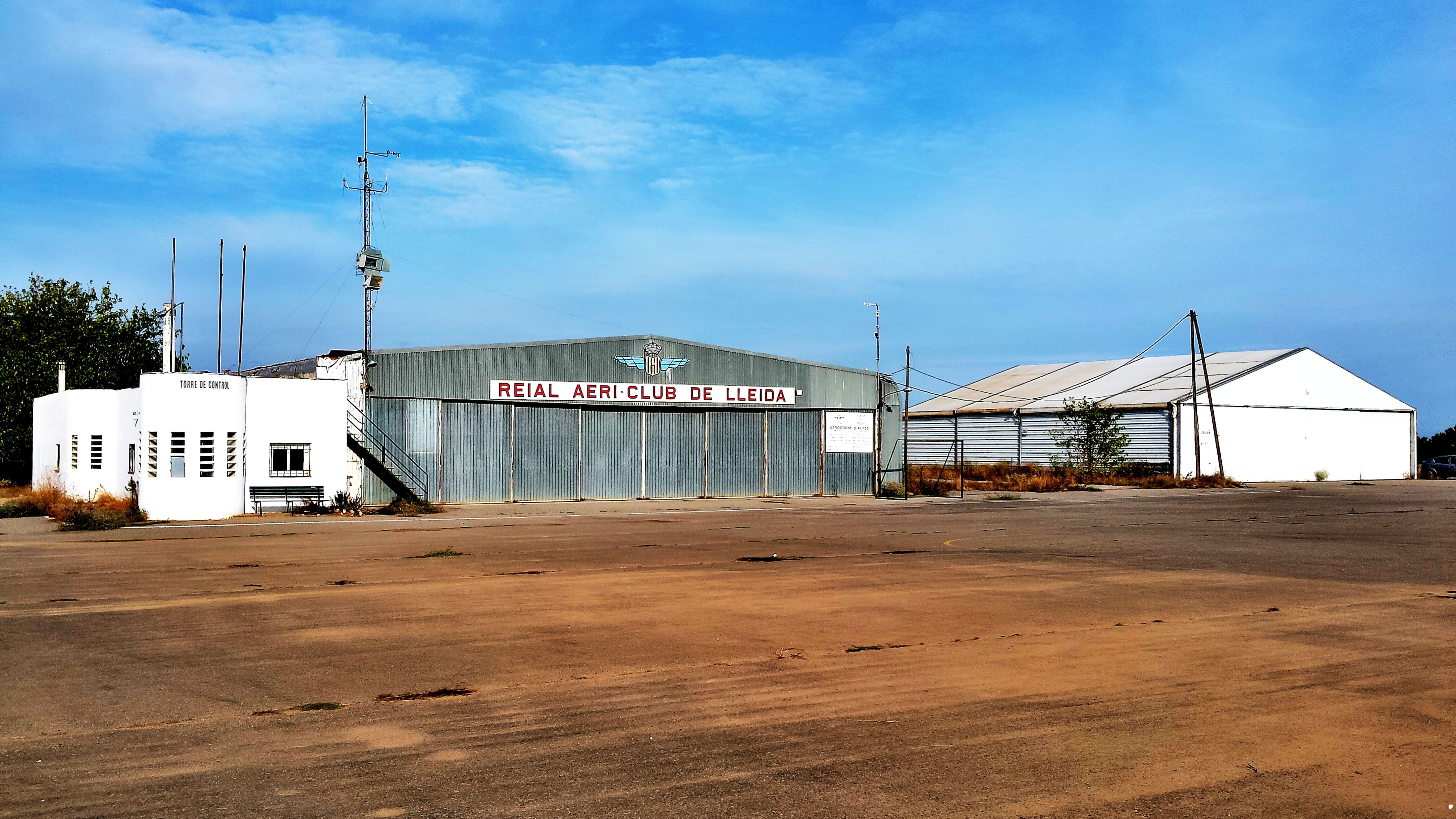
Hangares del Real Aero Club de Lérida en el aeródromo de Alfés.

## Polémica ecologista
Actualmente existe una disputa por parte de un grupo ecologista, que ha llevado el caso a los tribunales, y según el cual, la actividad aeronáutica es incompatible con la preservación del Tomillar de Alfés. En septiembre de 2014 se dictó sentencia por parte del TSJC a favor del desmantelamiento del aeródromo.
El origen de los terrenos que actualmente ocupa el Tomillar son campos de cultivo que en el año 1933 la Generalidad de Cataluña expropia a sus propietarios para la construcción de un campo de aviación con finalidades militares, con el compromiso de devolver los terrenos a sus propietarios una vez finalizada la actividad militar. A partir del año 1951, el aeródromo comparte usos militares y deportivos con el Real Aero Club de Lérida, posteriormente el ejército del aire abandona las instalaciones y queda el Real Aero Club de Lérida como principal usuario.
En el año 1980, después de reiteradas denuncias por parte de los herederos de los anteriores propietarios, un juez sentencia que es necesario devolver los campos a sus antiguos propietarios para su uso agrícola. Finalmente, el ejército en colaboración con el Real Aero Club de Lérida, compra los terrenos y se evita la destrucción del espacio que ocupa el aeródromo. Posteriormente, en 1998 se declara zona ZEPA, y finalmente en el año 2000 la Generalidad compra los terrenos, propietaria hasta la actualidad.
La creación del espacio natural, se debe al cese de las actividades agrícolas que inicialmente se llevaban a cabo en los terrenos, convirtiéndolo en aeródromo desde 1934 hasta la actualidad.

## Historia
Antecedentes históricos
Hasta la construcción del Aeródromo de Alfés, el entusiasmo de un puñado de empresarios emprendedores y de aficionados al vuelo,
había impulsado la creación de empresas aeronáuticas, el inicio de la industria de motores para la aviación y la habilitación de campos de
aterrizaje. Hasta la fecha, en la ciudad de Lérida destacaba el único campo de vuelo existente, el Aeródromo Civil de los Granados, en el que operaba el Real Aero Club de Lérida desde 1929.
En julio de 1933, se autoriza la construcción de un segundo campo de vuelo, un aeródromo militar a 8 km de la capital, sobre los terrenos de vinfaro, actualmente término municipal de Alfés (Lérida) España. Durante varios meses se trabaja en el acondicionamiento del terreno y a principios de 1934 se producen los primeros aterrizajes en el aeródromo militar.
En 1936, al estallar la guerra civil española, el aeródromo pasa a convertirse en base militar republicana y en aeródromo de guerra de segunda línea, identificado por el ejército republicano con el código “337”, y su denominativo cambia a “GUERRA”. Para ello se mejoran las instalaciones, se establecen los servicios y el personal de tierra necesarios, se construyen varias instalaciones (aún en pie) al Norte y Nordeste del aeródromo a más bajo nivel, como una veintena de edificaciones y barracones para tropa, mando militar y servicios de campo, varios depósitos y varios refugios subterráneos que servían a su vez para el almacenamiento de provisiones, también se construyen defensas antiaéreas, un hangar camuflado, una red de trincheras, el polvorín principal en el sur del campo (restaurado y visitable) así como otro más pequeño en el este del aeródromo, y dos observatorios, uno de los cuales hacia funciones de torre de control. La instalación militar aérea también contaba con alumbrado eléctrico, dos estaciones de radio, servicio de telégrafo y conexión telefónica.
Un aeródromo militar estratégico
Identificado con el código 337 por el ejército de la República y con el código 3881 por el ejército franquista, el aeródromo disponía de una de una forma irregular alargada en sentido noroeste-sureste, terminada en forma rectangular. Sus dimensiones eran de 1900 m de longitud y 750 m de anchura. Estaba adscrito a la 3.ª Región Aérea de “la Gloriosa” (denominación coloquial del arma de aviación de la República), fue conocido con el topónimo de aeródromo de Lleida por el ejército republicano y aeródromo de Vinfaro, de Albatárrec, de Astor y de Alfés por el ejército franquista.
Abril del 38: un escenario nuevo
Tras la caída del frente de Aragón el 3 de abril de 1938, se produjo la ocupación militar de la ciudad de Lérida cuando las fuerzas franquistas de la 13 División del cuerpo de ejército marroquí, bajo las órdenes del general Fernando Barrón Ortiz, tomaron el territorio situado en el margen derecho del río Segre, mientras la 46 División Republicana y las unidades agregadas , se replegaban en el margen izquierdo donde se hicieron fuertes después de volar los puentes de la ciudad.
Simultáneamente, un poco más al sur, se establecía la cabeza de puente de Serós, la cual se convirtió en una pequeña porción de terreno situada en zona republicana ocupada con fines estratégicos por el ejército franquista que la fortificó cuidadosamente. A partir del 23 de diciembre de 1938, serviría para romper el frente en este sector durante la ofensiva final del ejército franquista sobre Cataluña.
Estos hechos motivaron que a partir de abril del 38, el uso del aeródromo fuese prácticamente nulo dado que se encontraba en el área perimetral de la cabeza de puente de Serós. A finales de diciembre de 1938 y principios de enero de 1939, el aeródromo tendrá de nuevo una corta actividad ya en manos del ejército franquista y fue utilizado para efectuar los aterrizajes de bombarderos Heinkel 111 y Messerschmitt BF 109 alemanes.

## Servicios
Servicios del operador:
- Bar/restaurante fines de semana y festivos
- Vuelos turísticos, vuelos bautizo y vuelos de divulgación aeronáutica.
- Visitas guiadas a los restos históricos del aeródromo.

## Contacto
- «Reial Aeri-Club Lleida».
- «Facebook».
- Tlf Aeródromo: 973 29 08 29
- Tlf Oficina: 973 26 71 92

## Datos técnicos
Información
| Control        | No controlado                            |
| Elevación      | 704ft 214m                               |
| Coordenadas    | 41°32′59″N 0°39′08″E / 41.54972, 0.65222 |
| Plataforma     | Sí (Asfalto)                             |
| Rodadura RWY30 | Sí (Tierra)                              |
| Rodadura RWY12 | No (Backtrack)                           |
| -------------- | ---------------------------------------- |

Frecuencias operativas
| Com / radioayudas | Frecuencia | Identificativo   |
| ----------------- | ---------- | ---------------- |
| Com aire/aire     | 123.50     | Lleida-Alfés     |
| ADF               | 404        | LRD .-.. .-. -.. |

Pistas operativas
| Dirección | Dimensiones                    | Siperficie |
| --------- | ------------------------------ | ---------- |
| 30        | 1.500m X 45m (4.921ft X 148ft) | Tierra     |
| 12        | 1.500m X 45m (4.921ft X 148ft) | Tierra     |